# Ou Reang
Ou Reang är ett distrikt i Kambodja.   Det ligger i provinsen Mondolkiri, i den östra delen av landet, 280 km öster om huvudstaden Phnom Penh.